# کرم (داروسازی)

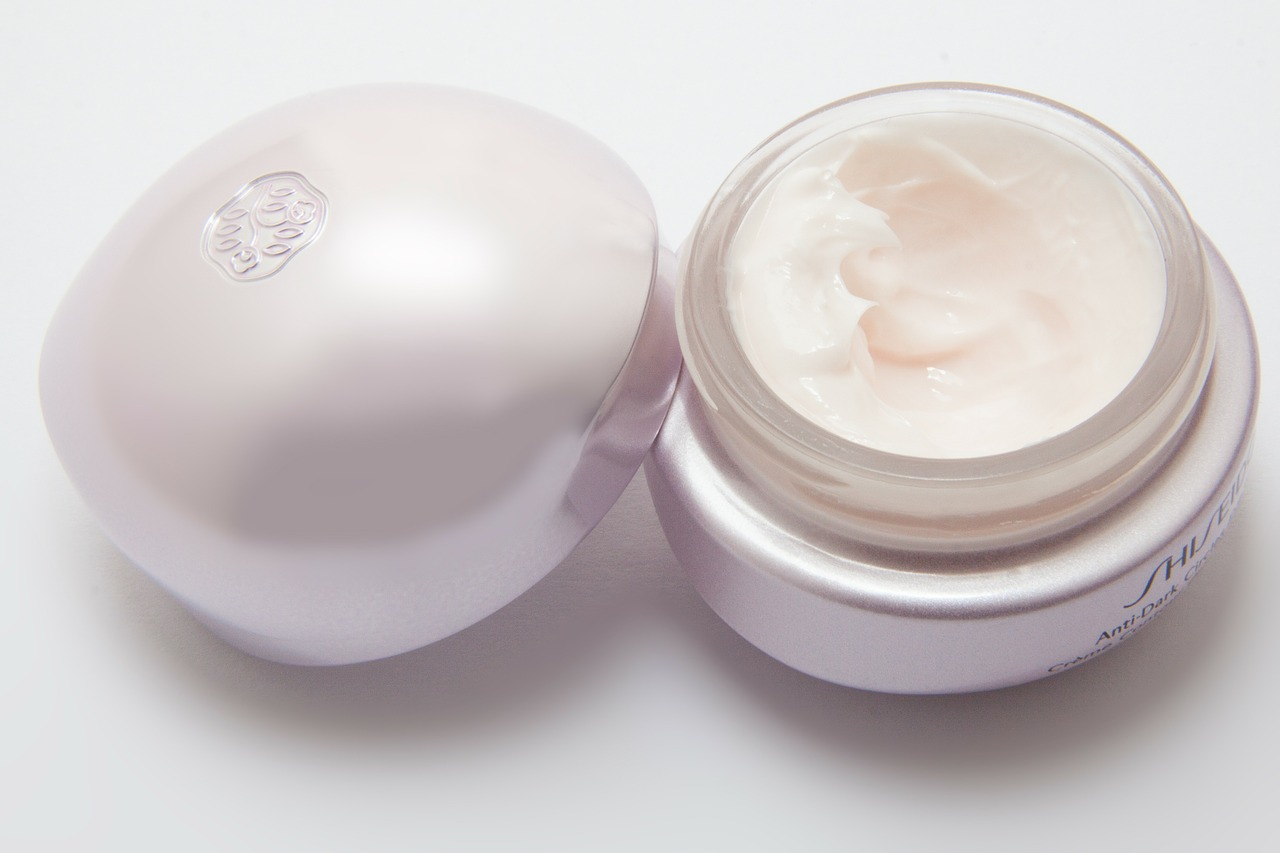
کرم یکی از شکل‌های محصولات آرایشی و درمانی

کرم (به فرانسوی: Crème) نوعی پماد موضعی است که بر روی پوست استفاده می‌شود. کرم نسبت به لوسیون، گرانروی کمتری دارد.
کرم نامیزه‌ای نیمه جامد از روغن و آب است. کرم‌ها به دو دسته تقسیم می‌شوند:
1. روغن در آب: که ترکیبی از قطرات روغن پراکنده شده در فاز پیوسته آب تقسیم می‌شوند.
2. آب در روغن: ترکیبی از قطرات پراکنده شده آب در فاز پیوسته روغن تقسیم می‌شوند.